# Catherine Ndereba
Catherine Ndereba (Gatunganga, 21 de julio de 1972), atleta keniana, campeona mundial de maratón. En 2001 rompió el récord mundial corriendo en 2h 18' 47" la Maratón de Chicago.

## Biografía
Ngorano fue criada en una familia muy humilde, y durante su período de Colegio Secundario comenzó su carrera como corredora, la que la llevaría años más tarde a los primeros planos del atletismo mundial. En 1994 fue reclutada por el Kenya Prisons Service, y fue entonces que decidió volcar su vida al atletismo, convirtiéndose en profesional de este deporte. Al año siguiente llegaría su despegue internacional.
Actualmente reside en Nairobi, Kenia, con su esposo Anthony Maina y su hija Jane. Su hermano Samuel Ndereba también es corredor de maratón.
Ndereba fue designada en 2004 y 2005 como Deportista del Año de Kenia.

## Éxitos
- 1995
  - Representó a Kenia por primera vez, en Seúl, Corea.
  - Logra en los 10 km un récord personal de 31:35, en el Pittsburgh Great Race.

- 1996
  - Compitió en 18 carreras, ganó 13.
  - Ranqueada como N° 2 en USA Track and Field's World Road Running Rankings; Nombrada Atleta de Carretera del Año por Runner's World Magazine y por Running Times.
  - Finalizó tercera en el Pittsburgh Great Race.

- 1997
  - No compitió.
  - Nació su hija, Jane.

- 1998
  - Nombrada nuevamente Atleta de Carretera del Año por Runner's World y por Running Times.

- 1999
  - De nuevo Atleta de Carretera del Año, ganó ocho eventos principales durante la temporada de dos meses.
  - Ganó medalla de bronce individual y de oro por equipos en el Campeonato del Mundo de Media Maratón.
  - Mejor tiempo mundial en 5 km (15:09), 15 km (48:52), 12 km (38:37) y 10 millas (53:07).
  - Debutó en la maratón obteniendo el sexto puesto en Boston conn 2:28:27.
  - Ganó el Pittsburgh Great Race con tiempo de 32:11, venciendo a la estadounidense Libbie Hickman en la línea final.

- 2000
  - Ganó la Maratón de Boston
  - Ganó la Maratón de Chicago

- 2001
  - Ganó la Maratón de Boston
  - Ganó la Maratón de Chicago (récord mundial)

- 2002
  - Finalizó segunda en la Maratón de Boston y en la Maratón de Chicago.

- 2003
  - Medalla de oro en el Campeonato Mundial de Atletismo de París
  - Ganó la media Maratón de Sapporo.
  - Segunda en la Maratón de Nueva York y en la Maratón de Londres.

- 2004
  - 2004 Medalla de plata en la Maratón en los Juegos Olímpicos de 2004, en Atenas
  - Ganó la Maratón de Boston

- 2005
  - Ganó la Maratón de Boston (primera mujer en ganarla cuatro veces)
  - Medalla de plata en el Campeonato Mundial de Atletismo de Helsinki

- 2006
  - Ganó la Maratón de Osaka

- 2007
  - Medalla de Oro en Campeonato Mundial de Atletismo de Osaka
- 2008
  - En las Olimpiadas de Pekín 2008 obtuvo medalla de plata en el marathon